# Leichtathletik-Weltmeisterschaften 2011/Teilnehmer (Bermuda)
| Gelbes Symbol für Goldmedaillen mit stilisierten Olympischen Ringen | Graues Symbol für Silbermedaillen mit stilisierten Olympischen Ringen | Braundes Symbol für Bronzemedaillen mit stilisierten Olympischen Ringen |
| ------------------------------------------------------------------- | --------------------------------------------------------------------- | ----------------------------------------------------------------------- |
| —                                                                   | —                                                                     | —                                                                       |

Der Leichtathletik-Verband Bermudas stellte bei den Leichtathletik-Weltmeisterschaften 2011 im koreanischen Daegu einen Teilnehmer.

## Ergebnisse

### Männer

#### Sprung/Wurf
| Athlet       | Disziplin  | Qualifikation | Qualifikation | Finale        | Finale        |
| Athlet       | Disziplin  | Weite/Höhe    | Platz         | Weite/Höhe    | Platz         |
| ------------ | ---------- | ------------- | ------------- | ------------- | ------------- |
| Tyrone Smith | Weitsprung | 7,91 m        | 19            | ausgeschieden | ausgeschieden |